# レバーフラッシュ
レバーフラッシュとは、ハルダ・レゲール・クラーク博士が提唱した、「肝臓から胆石を取り出す」手法。ただし、その実効性には異論がある。
日本語では肝臓洗浄(かんぞうせんじょう)とも訳され、また肝臓デトックスとも呼ばれている。

## 概要
絶食しながらエプソムソルトを溶かした水と、グレープフルーツ、オリーブオイルを混ぜたものを手順通りに飲むことで、体内から「胆石」を出すというもの。これによって出てくる「胆石」は緑色をしている。

## 問題点
まず、この手法で出てくるとされる「胆石」は実際には胆石ではない。
本来の胆石は緑色をしているはずもなく、また胆管の細さから体内から外科的な手法を用いずに出すことは困難である。Sies CW, Brooker J(2005)は、エプソムソルトにオリーブオイルとグレープフルーツを加えたところ、結晶構造が似たものが出来たことから、レバーフラッシュで排出された「胆石」は実際には体内で出来た石鹸であると結論付けており、実際にレバーフラッシュを行った女性の体内から、通常の胆石がその後手術で取り出されたことを述べている。なお緑色になるのは胆汁が由来である。

## 広まり
上述のように、本来は効果のない民間療法にすぎない手法であるが、一方でアメリカなどで人気が高いとされている。